# Дубодьєл
Дубодьєл (словац. Dubodiel) — село, громада округу Тренчин, Тренчинський край. Кадастрова площа громади — 47.35 км².
Населення 956 осіб (станом на 31 грудня 2020 року).

## Історія
Дубодьєл вперше згадується 1439 року.

## Населення
| Рік:            | 1994. | 2004.   | 2014.   | 2024.   |
| --------------- | ----- | ------- | ------- | ------- |
| Кількість осіб: | 903   | 922     | 950     | 1031    |
| Різниця:        |       | +2,10 % | +3,03 % | +8,52 % |

| Рік:            | 2023. | 2024.   |
| --------------- | ----- | ------- |
| Кількість осіб: | 1023  | 1031    |
| Різниця:        |       | +0,78 % |